# Campionato Maranhense
Il Campeonato Maranhense è il campionato di calcio dello stato del Maranhão, in Brasile. È organizzato dal 1918 dalla Federação Maranhense de Futebol (FMF).

## Albo d'oro
- 1918:  Luso Brasileiro (1)
- 1919:  Luso Brasileiro (2)
- 1920:  Football Athletic (1)
- 1921:  Fênix (1)
- 1922:  Luso Brasileiro (3)
- 1923:  Luso Brasileiro (4)
- 1924:  Luso Brasileiro (5)
- 1925:  Luso Brasileiro (6)
- 1926:  Luso Brasileiro (7)
- 1927:  Luso Brasileiro (8)
- 1928:  Vasco da Gama (1)
- 1929: Non disputato
- 1930:  Sírio (1)
- 1931: Non concluso
- 1932:  Turpan (1)
- 1933:  Sampaio Corrêa (1)
- 1934:  Sampaio Corrêa (2)
- 1935:  Turpan (2)
- 1936: Non disputato
- 1937:  Maranhão (1)
- 1938:  Turpan (3)
- 1939: Non disputato
- 1940:  Sampaio Corrêa (3)
- 1941:  Maranhão (2)
- 1942:  Sampaio Corrêa (4)
- 1943:  Maranhão (3)
- 1944:  Moto Club (1)
- 1945:  Moto Club (2)
- 1946:  Moto Club (3)
- 1947:  Moto Club (4)
- 1948:  Moto Club (5)
- 1949:  Moto Club (6)
- 1950:  Moto Club (7)
- 1951:  Maranhão (4)
- 1952:  Vitória do Mar (1)
- 1953:  Sampaio Corrêa (5)
- 1954:  Sampaio Corrêa (6)
- 1955:  Moto Club (8)
- 1956:  Sampaio Corrêa (7)
- 1957:  Ferroviário-MA (1)
- 1958:  Ferroviário-MA (2)
- 1959:  Moto Club (9)
- 1960:  Moto Club (10)
- 1961:  Sampaio Corrêa (8)
- 1962:  Sampaio Corrêa (9)
- 1963:  Maranhão (5)
- 1964:  Sampaio Corrêa (10)
- 1965:  Sampaio Corrêa (11)
- 1966:  Moto Club (11)
- 1967:  Moto Club (12)
- 1968:  Moto Club (13)
- 1969:  Maranhão (6)
- 1970:  Maranhão (7)
- 1971:  Ferroviário-MA (3)
- 1972:  Sampaio Corrêa (12)
- 1973:  Ferroviário-MA (4)
- 1974:  Moto Club (14)
- 1975:  Sampaio Corrêa (13)
- 1976:  Sampaio Corrêa (14)
- 1977:  Moto Club (15)
- 1978:  Sampaio Corrêa (15)
- 1979:  Maranhão (8)
- 1980:  Sampaio Corrêa (16)
- 1981:  Moto Club (16)
- 1982:  Moto Club (17)
- 1983:  Moto Club (18)
- 1984:  Sampaio Corrêa (17)
- 1985:  Sampaio Corrêa (18)
- 1986:  Sampaio Corrêa (19)
- 1987:  Sampaio Corrêa (20)
- 1988:  Sampaio Corrêa (21)
- 1989:  Moto Club (19)
- 1990:  Sampaio Corrêa (22)
- 1991:  Sampaio Corrêa (23)
- 1992:  Sampaio Corrêa (24)
- 1993:  Maranhão (9)
- 1994:  Maranhão (10)
- 1995:  Maranhão (11)
- 1996:  Bacabal (1)
- 1997:  Sampaio Corrêa (25)
- 1998:  Sampaio Corrêa (26)
- 1999:  Maranhão (12)
- 2000:  Moto Club (20)
- 2001:  Moto Club (21)
- 2002:  Sampaio Corrêa (27)
- 2003:  Sampaio Corrêa (28)
- 2004:  Moto Club (22)
- 2005:  Imperatriz (1)
- 2006:  Moto Club (23)
- 2007:  Maranhão (13)
- 2008:  Moto Club (24)
- 2009:  JV Lideral (1)
- 2010:  Sampaio Corrêa (29)
- 2011:  Sampaio Corrêa (30)
- 2012:  Sampaio Corrêa (31)
- 2013:  Maranhão (14)
- 2014:  Sampaio Corrêa (32)
- 2015:  Imperatriz (2)
- 2016:  Moto Club (25)
- 2017:  Sampaio Corrêa (33)
- 2018:  Moto Club (26)
- 2019:  Imperatriz (3)
- 2020:  Sampaio Corrêa (34)
- 2021:  Sampaio Corrêa (35)
- 2022:  Sampaio Corrêa (36)
- 2023:  Maranhão (15)
- 2024:  Sampaio Corrêa (37)
- 2025:  Maranhão (16)

## Titoli per squadra
Le squadre contrassegnate da un asterisco (*) sono inattive.
| Squadra                            | Città          | Titoli |
| ---------------------------------- | -------------- | ------ |
| Sampaio Corrêa                     | São Luís       | 37     |
| Moto Club                          | São Luís       | 26     |
| Maranhão                           | São Luís       | 16     |
| Luso Brasileiro *                  | São Luís       | 8      |
| Template:Calcio Ferroviário (MA) * | São Luís       | 4      |
| Template:Calcii Imperatriz         | Imperatriz     | 3      |
| Template:Calcio Tupan *            | São Luís       | 3      |
| Bacabal *                          | Bacabal        | 1      |
| Football Athletic *                | São Luís       | 1      |
| Fênix *                            | São Luís       | 1      |
| Vasco da Gama *                    | São Luís       | 1      |
| Sírio *                            | São Luís       | 1      |
| Vitória do Mar *                   | Paço do Lumiar | 1      |
| JV Lideral *                       | Imperatriz     | 1      |